# جاش آسترفیلد
جاش آسترفیلد (انگلیسی: Josh Austerfield؛ زادهٔ ۲ نوامبر ۲۰۰۱) بازیکن فوتبال است.